# Binika
Binika é uma cidade e uma notified area committee no distrito de Sonapur, no estado indiano de Orissa.

## Geografia
Binika está localizada a 21° 02′ N, 83° 48′ L. Tem uma altitude média de 122 metros (400 pés).

## Demografia
Segundo o censo de 2001, Binika tinha uma população de 14,537 habitantes. Os indivíduos do sexo masculino constituem 51% da população e os do sexo feminino 49%. Binika tem uma taxa de literacia de 63%, superior à média nacional de 59.5%; a literacia no sexo masculino é de 75% e no sexo feminino é de 50%. 13% da população está abaixo dos 6 anos de idade.